# Mieszko II Otyły
Mieszko II Otyły (ur. ok. 1220, zm. 18 lub 22 października 1246) – książę opolsko-raciborski w latach 1230–1246 (na lata 1234–1239 przeniesiony przez Henryka I Brodatego do Kalisza, samodzielne rządy od 1239).

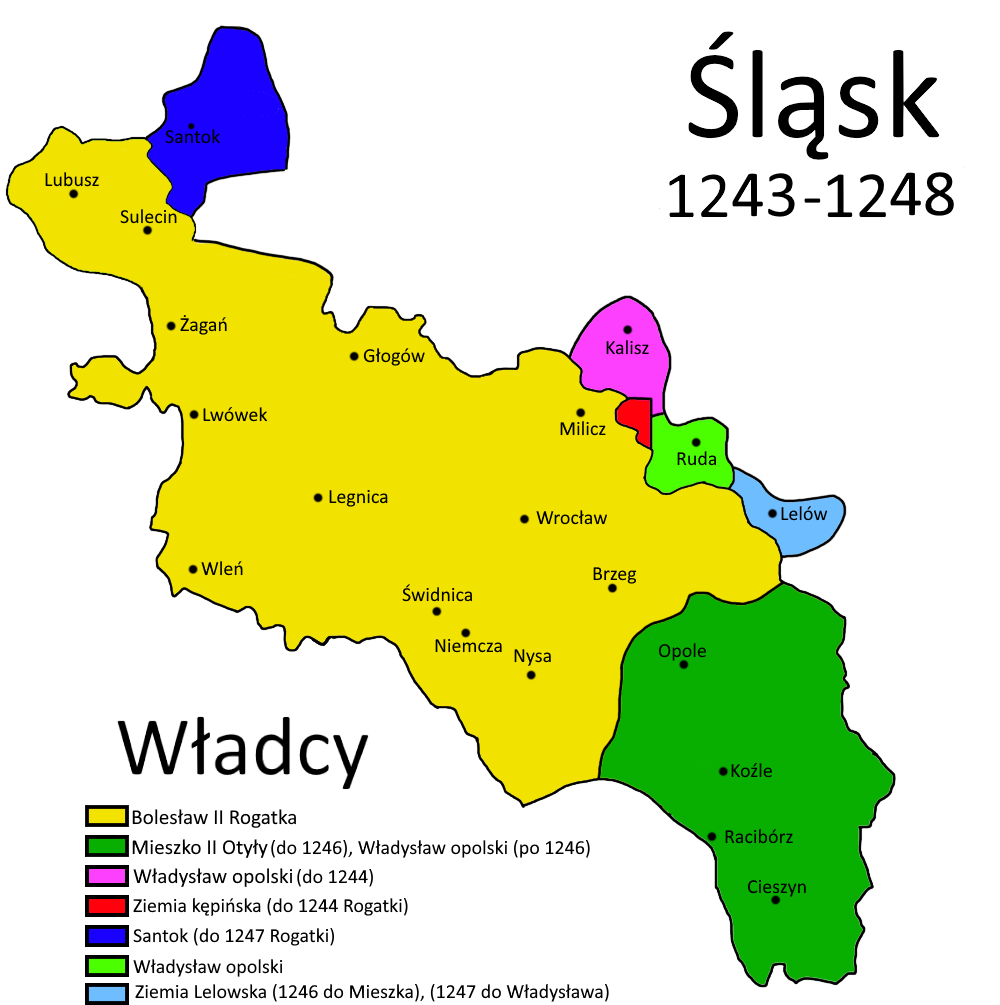
Mapa Śląska w latach 1243–1248

## Życiorys
Mieszko II Otyły był najstarszym synem Kazimierza I, księcia opolsko-raciborskiego, i nieznanego pochodzenia księżnej Wioli (być może pochodziła z Bułgarii). W chwili śmierci ojca, w 1229 lub 1230, Mieszko i jego młodszy brat Władysław nie osiągnęli pełnoletniości, w związku z czym opiekę prawną przejął nad nimi książę śląski Henryk I Brodaty oraz matka Wiola. Wzorem Kazimierza, księżna wdowa prowadziła politykę ścisłej współpracy z Kościołem. W 1233, zapewne za zgodą księcia śląskiego, Wiola wystarała się o bullę od papieża Grzegorza IX, w której Rzym polecał otoczyć ją opieką wraz z dorastającymi synami arcybiskupowi gnieźnieńskiemu oraz biskupowi wrocławskiemu i ołomunieckiemu. Rok później, by uspokoić nastroje, Henryk Brodaty wydzielił Kazimierzowicom ziemię kaliską i rudzką (wieluńską), sam przejmując pełną władzę w Opolszczyźnie, nie pozbawiając jednak Mieszka i Władysława prawa do tej dzielnicy.
W 1238 umarł Henryk Brodaty i opiekę na książętami opolsko-raciborskimi przejął jego syn Henryk II Pobożny, który już na progu panowania był zmuszony uznać pretensje Mieszka II do dzielnicy ojcowskiej. Nie wiadomo dokładnie, kiedy Mieszko II przejął samodzielne rządy, stało się to zapewne na początku 1239 roku (ewentualnie pod koniec 1238). Jedną z pierwszych decyzji politycznych Mieszka II był ślub (choć z pewnością zawarty w porozumieniu z Henrykiem Pobożnym) z Judytą, córką księcia mazowieckiego Konrada, co umożliwiło księciu opolsko-raciborskiemu większą samodzielność w rządach. Matka Wiola i brat Władysław pozostali w dalszym ciągu w Kaliszu, gdzie sprawowali władzę pod opieką księcia wrocławskiego.
Spokojnie zapowiadające się rządy Mieszka II zostały brutalnie przerwane przez najazd mongolski na początku 1241. W przeciwieństwie do księcia sandomierskiego Bolesława Wstydliwego, Mieszko nie zamierzał oddać księstwa na pastwę wrogów i stawił im czoło. Szczęście początkowo sprzyjało księciu opolsko-raciborskiemu i w marcu 1241 pod Raciborzem udało mu się zaskoczyć jeden z oddziałów mongolskich u przeprawy przez Odrę, co dało Henrykowi II więcej czasu na zorganizowanie obrony. Rozprawy z głównymi siłami Mieszko II jednak nie ryzykował i w ślad za księciem śląskim wycofał się do Legnicy. Rozegrana nieopodal grodu bitwa zakończyła się całkowitą klęską wojsk chrześcijańskich. Jedną z głównych przyczyn przegranej była ucieczka w decydującym momencie hufca opolskiego dowodzonego osobiście przez Mieszka II Otyłego.
W swoim księstwie Mieszko II pojawił się zapewne w maju 1241 i rozpoczął odbudowę spustoszonych przez wojska mongolskie terenów. W 1241 za pełnoletniego został uznany Władysław, jednak księstwo opolsko-raciborskie uniknęło podziału, gdyż młodszy syn Kazimierza I zadowolił się uzyskanym od Henryka II Pobożnego księstwem kaliskim, którego władza wkrótce została zagrożona przez akcję rewindykacyjną książąt wielkopolskich. Współpraca braterska i spotkania w celu rozwiązania sporu (np. 25 marca 1243 w Mechnicy koło Koźla) nie dały rezultatu i w 1244 Władysław musiał wycofać się z Kalisza, utrzymując się do 1249 tylko w ziemi rudzkiej (wieluńskiej).

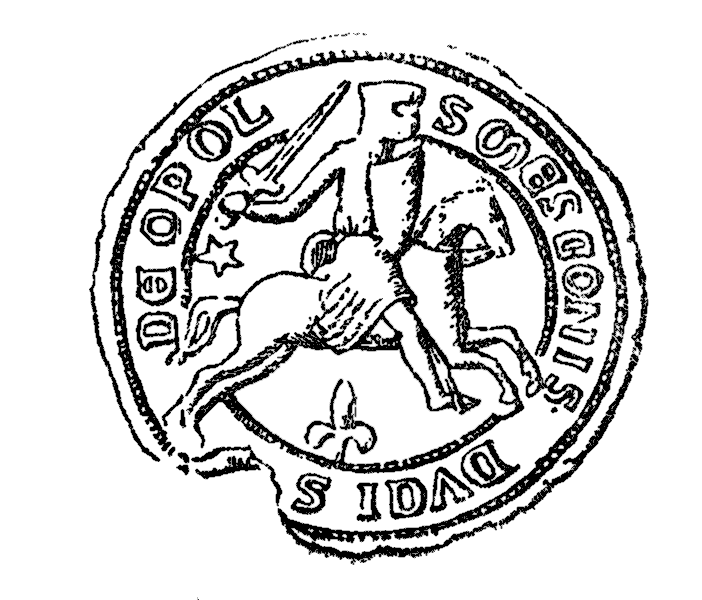
Pieczęć Mieszka II Otyłego

W 1243 Mieszko II zaangażował się w zbrojne poparcie swojego teścia Konrada Mazowieckiego w walce o tron krakowski. Klęska oddziałów mazowiecko-opolskich pod Suchodołem nie zachwiała wzajemnego zaufania, pomimo że Mieszko ściągnął na siebie wyprawy odwetowe Bolesława Wstydliwego. Współpraca przyniosła wymierne korzyści dopiero trzy lata później w postaci przyłączonego grodu w Lelowie. Rychła śmierć Mieszka II nie pozwoliła jednak trwale związać tej ziemi z Opolszczyzną.
W polityce wewnętrznej Mieszko II Otyły starał się (bez większych sukcesów) kontynuować ojcowską politykę rozprzestrzeniania osadnictwa na prawie niemieckim. Szczególną opieką księcia cieszyły się zakony rycerskie, zwłaszcza joannici i Krzyżacy, którym zapisał na Górnym Śląsku posiadłości o dużej wartości. Nie wspierał natomiast fundacji ojca w Czarnowąsach koło Opola, co potwierdza jego pochówek w dominikańskim klasztorze w Raciborzu.
Mieszko II Otyły, jak wskazuje na to jego przydomek, nie cieszył się dobrym zdrowiem. Umarł w wieku zaledwie dwudziestu kilku lat, zapisawszy w testamencie wszystkie swoje posiadłości bratu Władysławowi. Z małżeństwa z Judytą mazowiecką nie dochował się potomstwa.